# Paratelaugis blancoi
Paratelaugis blancoi är en skalbaggsart som beskrevs av Soula 2006. Paratelaugis blancoi ingår i släktet Paratelaugis och familjen Rutelidae. Inga underarter finns listade i Catalogue of Life.